# 銚子電氣鐵道線

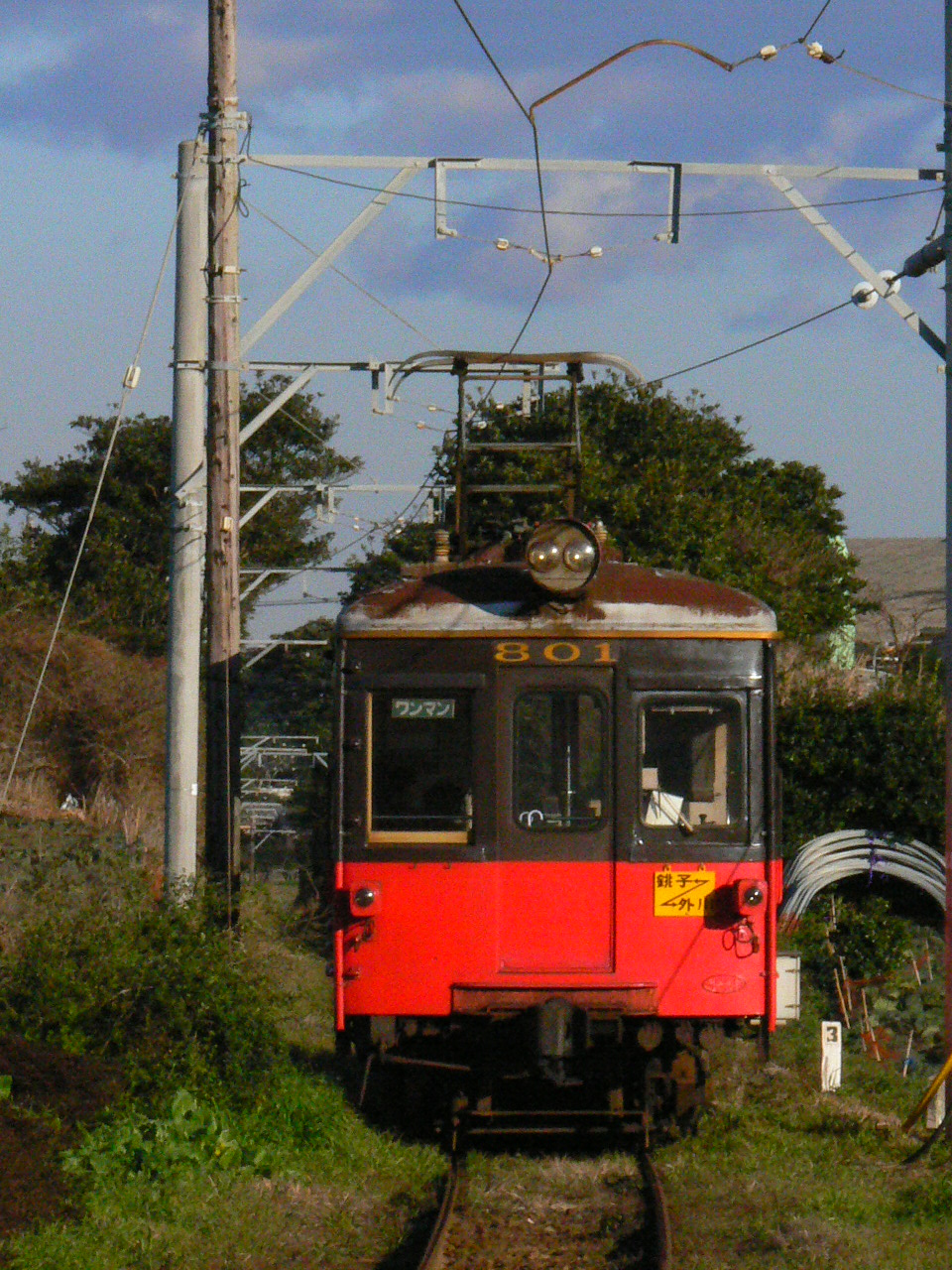
行駛在犬吠附近路段的Deha800型電聯車（已退役，照片攝於2006年）

銚子電氣鐵道線（日语：／ Chōshi denki tetsudō sen */?）是一條鋪設於日本千葉縣銚子車站至外川車站間，屬於銚子電氣鐵道的鐵道路線。銚子電氣鐵道線全線皆位於銚子市內，沿線途徑關東地方的最東端犬吠埼附近，所有運行其上的列車均為各站停車的設定。

## 歷史
2023年7月5日，銚子電氣鐵道線迎來開業的100周年，並於7月9日舉辦全線免費搭乘的紀念活動。

## 路線資料
- 路線距離（營業距離）：6.4公里
- 軌距：1,067毫米
- 站數：10個（包括起終點站）
- 複線路段：沒有（全線單線）
- 電氣化路段：全線（直流電600V　高架電纜（直接吊架式））
- 閉塞方式：自動閉塞式（銚子－仲之町間）、票券閉塞式（仲之町－笠上黑生間）、Staff閉塞式（笠上黑生－外川間）
- 最高速度：40公里/小時

## 車站列表
- 所有列車普通列車（停靠各站）
- 軌道（全線單線） … ◇：可列車交會，｜：不可列車交會
- 站員 … ○：有配置，×：無配置（無人站）
- 所有車站都位於千葉縣銚子市。車站的愛稱截至2022年2月20日

| 車站編號 | 站名     | 站名 | 站名 | 愛稱  | 冠名機構                      | 站間距離 | 累計距離 | 軌道 | 站員 | 接續路線                  |
| 車站編號 | 中文     | 日文 | 英文 | 愛稱  | 冠名機構                      | 站間距離 | 累計距離 | 軌道 | 站員 | 接續路線                  |
| -------- | -------- | ---- | ---- | ----- | ----------------------------- | -------- | -------- | ---- | ---- | ------------------------- |
| CD01     | 銚子     |      |      |       | （塗料公司） （戶外塗漆公司） | -        | 0.0      | ｜   | ○    | 東日本旅客鐵道： 總武本線 |
| CD02     | 仲之町   |      |      |       | （彈珠機公司）                | 0.5      | 0.5      | ◇    | ○    |                           |
| CD03     | 觀音     |      |      | [ 7 ] | （房地產公司）                | 0.6      | 1.1      | ｜   | ○    |                           |
| CD04     | 本銚子   |      |      | [ 7 ] | （製藥公司）                  | 0.7      | 1.8      | ｜   | ×    |                           |
| CD05     | 笠上黑生 |      |      |       | （洗髮用品公司）              | 0.9      | 2.7      | ◇    | ○    |                           |
| CD06     | 西海鹿島 |      |      |       | （機械製造公司）              | 0.5      | 3.2      | ｜   | ×    |                           |
| CD07     | 海鹿島   |      |      |       | （保健組織）                  | 0.4      | 3.6      | ｜   | ×    |                           |
| CD08     | 君濱     |      |      |       | （訊息處理公司）              | 1.1      | 4.7      | ｜   | ×    |                           |
| CD09     | 犬吠     |      |      |       | （旅遊公司）                  | 0.8      | 5.5      | ｜   | ○    |                           |
| CD10     | 外川     |      |      |       | （住宅建設公司）              | 0.9      | 6.4      | ｜   | ○    |                           |

## 車輛

### 現時使用的列車
- 銚子電鐵2000型電聯車（英语：Choshi Electric Railway 2000 series）
- 銚子電鐵3000型電聯車
- 銚子電鐵22000型電聯車:2023年8月，南海電鐵將兩輛南海2200系電聯車（日语：南海22000系電車#改造工事）轉讓給銚子電鐵，為該公司時隔8年再度引入新電車（中古電車）[8][9][10][11]。2024年8月，南海電鐵再度將兩輛南海2200系電聯車轉讓給銚子電鐵；而該公司以漁村為主題將上述兩輛電車改裝成觀光列車「次郎右衛門」，並於2025年3月1日在仲之町站舉行首發典禮[12][13][14][15][16][17]。

### 過去使用的列車
- 銚子電鐵100型電聯車（英语：Choshi Electric Railway 100 series）
- 銚子電鐵300型電聯車（英语：Choshi Electric Railway 300 series）
- 銚子電鐵700型電聯車（英语：Choshi Electric Railway 700 series）

- 銚子電鐵800型電車
- 銚子電鐵1000型電車

## 外部連結
- 銚子電氣鐵道 （页面存档备份，存于）
- 銚子電鐵部落格 （页面存档备份，存于）
- 「街ログ／鉄道シリーズ」銚子電気鉄道（全区間の前面展望動画が視聴可能） （页面存档备份，存于）